# Al-Wathiq II
Pour les articles homonymes, voir Al-Wathiq.
Abû Hafs `Umar al-Wâthiq bi-llah ou Al-Wâthiq II (? -1386) est un calife abbasside au Caire en 1383 et 1386.

## Biographie
En 1382, le dernier sultan mamelouk bahrite As-Sâlih Zayn ad-Dîn Hajji est renversé par son tuteur, le mamelouk circassien Barquq qui installe la dynastie des mamelouks burjites.
En 1383, à peine Barquq est-il sur le trône que le calife Al-Mutawakkil Ier est au centre d'un complot visant à le renverser. Al-Mutawakkil Ier est arrêté et mis en jugement. Barquq requiert la peine de mort. Finalement cette sentence est jugée illégale. Barquq contraint Al-Mutawakkil Ier à la démission et met à sa place `Umar al-Wâthiq II fils d'Ibrâhîm al-Wâthiq Ier.
`Umar al-Wâthiq décède en 1386, son frère Al-Musta`sim lui succède.